# Игор I Кијевски
Игор Рјурикович (рус. Игорь Рюрикович, стнорд. Ingvar; око 878 — 945) је био син Рјурика, зачетника владарске династије Рјурикович, и руски велики кнез. Име је наводно добио по финској речи Ижор.

## Игор у летописима
Према хроници из 12. века (Повест минулих лета) 879. је умро Рјурик оснивач древне руске династије Рјурикович. Тада је власт прешла у руке Олегу, Рјуриковом рођаку, а њему је остављен и малолетни Игор (није поуздано да је то заиста био Рјуриков син).
Године 911. је у руско-византијском договору Олег назван великим кнезом руским и у хроникама се наводи да је био пуноправан владар а не Игоров регент. Игору су 903. године довели жену из Пскова Олгу, будућу кнегињу Кијевску која је 942. родила сина Свјатослава, каснијег владара Свјатослава I Кијевског. Када је Олег 907. кренуо на Византију оставио је Игора као намесника у Кијеву и након Олегове смрти 913. године Игор постаје владар Кијевске Русије.
Године 914. Игор је ратова са словенским племеном Древљани, које је победио и наложио им још већи данак него претходно Олег. Са Печенезима је 915. склопи мир, са којима је касније нападао Византију. Мир је трајао до 920. године, а 941. почео је поход на Цариград.

## Поход на Цариград 941—944
Напад на Византију је почео са неуспехом на мору. Руска морнарица је уништена од такозване грчке ватре, коју су користили Византинци. После копненог пораза септембра 941. вратио се у Кијев. Летописци су записали да се Игор жалио да није имао среће у том походу. Ипак је након две опсаде 941. и 944. склопљен повољан мир, а договор је записан у византијској енциклопедији 10. века - Суди у којој је Игор часно поменут.
Године 942. родио му се син Свјатослав, каснији велики војни вођа кијевских Руса, који са три године постаје велики кнез али је до зрелости власт де-факто имала његова мајка. 943. окупља нову војску од Руса, Печенега и скандинавских Варангина и поново је кренуо на Цариград. Византијски цар Роман I Лакапин му је у сусрет послао изасланство богато са поклонима, који су дошли до Игора на реци Дунав. Након посете Игор је прекинуо напад. При томе су Византијци одвојено нудили поклоне и Печенезима па је вероватно зато мир био лакше склопљен. Са Византијом је 944. склопљен војно-трговачки споразум. У договору, који је склопљен у цркви у Кијеву, поменута је цела Игорова породица, кнегиња Олга и син Свјатослав.

## Смрт
У јесен 945. Игор је отишао код Древљана да убира данак. Византијски хроничар Лав Ђакон забележио је његову погибију, где је написао како су му за ноге везали тешка дрва и онда га раскомадали.